# Итальянский институт культуры
Итальянский институт культуры (итал. Istituto Italiano di Cultura) — некоммерческая организация правительства Италии, находится в ведении Министерства иностранных дел Италии. Основными задачами института являются распространение итальянской культуры и обучение итальянскому языку в других странах. Существует 90 институтов в различных странах мира.

## В Москве
Итальянский институт культуры в Москве расположен в Басманном районе.
- Адрес: 107078 Москва, Малый Козловский пер., д. 4

Институт занимает бывший особняк А. И. Обуховой. Здание построено в 1891 году по переработанному проекту архитектора Л. Н. Кекушева, позднее перестроено.

## В Санкт-Петербурге
Итальянский институт культуры в Санкт-Петербурге расположен в здании Генерального консульства Итальянской Республики в Санкт-Петербурге.
- Адрес: 190068, Санкт-Петербург, Театральная площадь, д. 10.

15 октября 2012 года в помещении института открылась медиатека-библиотека. При институте действуют курсы итальянского языка.